# M1941輕機槍
M1941约翰逊輕機槍是M1941半自動步槍的衍生型，設計者也是強生上尉，兩者也同樣採用後座作用式機械原理，也因此內部結構大同小異而且有很多零件可以通用，但由於M1941輕機槍要顧及全自動射擊而有兩種閉鎖方式，當要半自動射擊時槍機是關閉的以保證子彈的準確度，而當要全自動射擊時槍機改為開放以便冷卻，採用相似設計的也有德國FG42伞兵步枪，和步槍型相比，其上彈系統改成一個放在左側的橫置20發裝彈匣，作為輕機槍，它也加上雙腳架和手槍式把手。

## 實戰

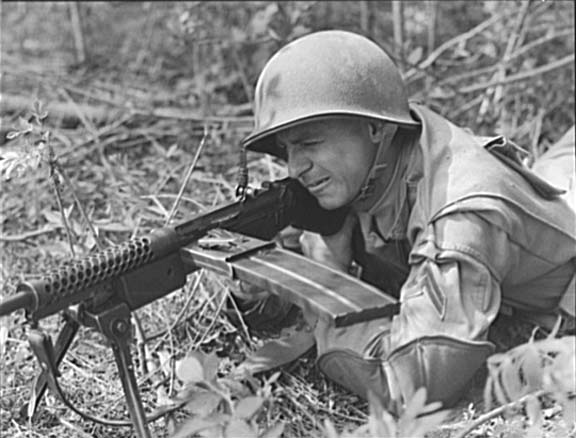
太平洋戰場上的M1941輕機槍

M1941輕機槍也裝備了美國海軍陸戰隊和特種部隊，參與了太平洋戰爭，但在使用中也發現了其缺點，作為一枝要發射高威力子彈的輕機槍，它不夠重而令其後座力較大，全自動射擊時較難控制，這可說是所有要發射高威力子彈的全自動槍械皆要面對的問題，但M1941故障率高尤其經不起砂塵和泥水的環境，雖然在1944年它推出了名為M1944的改良型但仍要在該年停產，不過M1941輕機槍和半自動步槍的槍族理念還是對後來的槍械有所影響，例如：AR-10自動步槍和AR-15自動步槍。

## 使用國家
- 巴西
- 加拿大
- 中華民國 [1]
- 菲律賓
- 英国
- 美国

## 流行文化

### 電子遊戲
- 2021年—《應徵入伍》：作為美國科技樹上武器可解鎖。